# Zentralschweizer Jugendsinfonieorchester
Das Zentralschweizer Jugendsinfonieorchester (ZJSO) ist ein Sinfonieorchester aus der Zentralschweiz für junge Musiker. Die Mitglieder sind zwischen 14 und 26 Jahre alt und stammen aus der Zentralschweiz. Das Orchester agiert unabhängig von Musikschulen und ist als Verein organisiert. Musikalischer Leiter ist der Luzerner Pianist, Komponist und Dirigent Joseph Sieber. Die Besetzung schwankt je nach gespielten Werk zwischen 30 und 80 Musikern.

## Geschichte
Das Zentralschweizer Jugendsinfonieorchester wurde 2012 in Luzern gegründet. Zu diesem Zeitpunkt gab es kein kantonsübergreifendes Sinfonieorchester. Das ZJSO setzte den Fokus auf  «Cross-Over-Projekte», bei welchen Konzertelemente aus der Klassischen Musik mit Popmusik kombiniert wurde. 2012 realisierte das ZJSO gemeinsam mit der Berner Rapperin Steffe La Cheffe das Projekt «Beathoven», welches Werke des Klassischen Komponisten Ludwig van Beethoven mit Hip-Hop-Musik zusammen führte. 2014 wirkte das ZJSO als Bühnenorchester bei der Musik-Theater-Produktion «Verona 3000» mit. 2015 engagierte das KKL Luzern das Zentralschweizer Jugendsinfonieorchester für die Produktion eines Imagefilms zur Präsentation des KKL Luzern. Ende 2016 spielte das ZJSO anlässlich seines fünfjährigen Jubiläums erstmals im Konzertsaal des KKL Luzern. 2017 nahm es am Festival Orchester Gionvanili in der Toskana teil.

## Besetzung
Die Orchesterbesetzung wird für jedes Projekt neu festgelegt, um Programme in verschiedenen Grössenordnungen zu realisieren. Ein Großteil der Musiker sind Amateure. Sie werden dabei von angehenden Berufsmusikern unterstützt.

## Probebetrieb
Das ZJSO ist in Projekten organisiert. Die Proben finden in der Regel am Wochenende statt. Das ZJSO-Kammerensemble trifft sich wöchentlich in einer kleineren Besetzung und probt unabhängig von den aktuellen Projekten, um das Orchesterspiel zu trainieren. Regelmäßig werden die Mitglieder gecoacht von  Musikern aus der Zentralschweiz, etwa von Mitgliedern des Luzerner Sinfonieorchesters.

## Auszeichnungen
2014 erreichte das ZJSO am VALIANTforum für Junge Orchester mit Beethovens Sinfonie Nr. 5 in c-Moll den 2. Platz. 2015 wurde das Orchester mit dem Förderpreis der Albert Koechlin Stiftung aus Luzern ausgezeichnet.